# Bağdatlı, Sungurlu
Bağdatlı là một xã thuộc huyện Sungurlu, tỉnh Çorum, Thổ Nhĩ Kỳ. Dân số thời điểm năm 2010 là 123 người.